# غولفبورت (مسيسيبي)
غولفبورت (بالإنجليزية: Gulfport, Mississippi)‏ هي مدينة تقع في الولايات المتحدة في Harrison County. يقدر عدد سكانها بـ 70,113 نسمة ومساحتها 166.4 كم2 وترتفع عن سطح البحر 6 متر.

## التركيبة السكانية
حدّد مكتب تعداد الولايات المتحدة بيانات التركيبة السكانية لغولفبورت في تعداد الولايات المتحدة. في ما يلي، التركيبة السكانية حسب تعدادي 2000 و2010.

### تعداد عام 2000
بلغ عدد سكان غولفبورت 71,127 نسمة بحسب تعداد عام 2000، وبلغ عدد الأسر 26,943 أسرة وعدد العائلات 17,653 عائلة مقيمة في المدينة. في حين سجلت الكثافة السكانية 429 نسمة لكل كيلومتر مربع (1,111.1/ميل2). وبلغ عدد الوحدات السكنية 29,559 وحدة بمتوسط كثافة قدره 178.3 لكل كيلومتر مربع (461.8/ميل2).
وتوزع التركيب العرقي للمدينة بنسبة 62.18% من البيض و33.53% من الأمريكيين الأفارقة و0.43% من الأمريكيين الأصليين و1.25% من الأمريكيين ذوي الأصول الآسيوية و0.09% من سكان جزر المحيط الهادئ و0.87% من الأعراق الأخرى و1.64% من عرقين مختلطين أو أكثر و2.55% من الهسبانيون أو اللاتينيون من أي عرق.
بلغ عدد الأسر 26,943 أسرة كانت نسبة 37.1% منها لديها أطفال تحت سن الثامنة عشر تعيش معهم، وبلغت نسبة الأزواج القاطنين مع بعضهم البعض 42.6% من أصل المجموع الكلي للأسر، ونسبة 18.2% من الأسر كان لديها معيلات من الإناث دون وجود شريك،  بينما كانت نسبة 4.7% من الأسر لديها معيلون من الذكور دون وجود شريكة وكانت نسبة 34.5% من غير العائلات. تألفت نسبة 27.7% من أصل جميع الأسر من عدة أفراد يعيشون في نفس المنزل ونسبة 8.5% كانت تتألف من شخص يعيش بمفرده يبلغ من العمر 65 عاماً أو أكثر. وبلغ متوسط حجم الأسرة المعيشية 2.51، أما متوسط حجم العائلات فبلغ 3.07.
بلغ العمر الوسطي للسكان 33.6 عاماً. وكانت نسبة 25.7% من القاطنين تحت سن الثامنة عشر، وكانت نسبة 9.2% بين الثامنة عشر والرابعة والعشرين عاماً، ونسبة 29% كانت واقعةً في الفئة العمرية ما بين الخامسة والعشرين والرابعة والأربعين عاماً، ونسبة 20.7% كانت ما بين الخامسة والأربعين والرابعة والستين، ونسبة 10.6% كانت ضمن فئة الخامسة والستين عاماً فما فوق. يوجد لكل 100 أنثى 92.4 ذكر، ويوجد لكل 100 أنثى في الثامنة عشر من عمرها فما فوق 88.5 ذكر.
بلغ متوسط دخل الأسرة في المدينة 32,779 دولارًا، أما متوسط دخل العائلة فبلغ 39,213 دولارًا. وكان متوسط دخل الذكور 29,220 دولارًا مقابل 21,736 دولارًا للإناث. وسجل دخل الفرد الخاص بالمدينة 17,554 دولارًا. وكانت نسبة 14.1% من العائلات ونسبة 17.7% من السكان تحت خط الفقر، وكان من هؤلاء نسبة 26.2% تحت سن الثامنة عشر ونسبة 13.7% في الخامسة والستين من العمر وما فوق.

### تعداد عام 2010
بلغ عدد سكان غولفبورت 67,793 نسمة بحسب تعداد عام 2010، وبلغ عدد الأسر 26,307 أسرة وعدد العائلات 17,029 عائلة مقيمة في المدينة. في حين سجلت الكثافة السكانية 408.9 نسمة لكل كيلومتر مربع (1,059.0/ميل2). وبلغ عدد الوحدات السكنية 31,602 وحدة بمتوسط كثافة قدره 190.6 لكل كيلومتر مربع (493.7/ميل2).
وتوزع التركيب العرقي للمدينة بنسبة 56.86% من البيض و36.07% من الأمريكيين الأفارقة و0.39% من الأمريكيين الأصليين و1.69% من الأمريكيين ذوي الأصول الآسيوية و0.14% من سكان جزر المحيط الهادئ و2.13% من الأعراق الأخرى و2.73% من عرقين مختلطين أو أكثر و5.19% من الهسبانيون أو اللاتينيون من أي عرق.
بلغ عدد الأسر 26,307 أسرة كانت نسبة 35.1% منها لديها أطفال تحت سن الثامنة عشر تعيش معهم، وبلغت نسبة الأزواج القاطنين مع بعضهم البعض 37.6% من أصل المجموع الكلي للأسر، ونسبة 21% من الأسر كان لديها معيلات من الإناث دون وجود شريك،  بينما كانت نسبة 6.1% من الأسر لديها معيلون من الذكور دون وجود شريكة وكانت نسبة 35.3% من غير العائلات. تألفت نسبة 28.3% من أصل جميع الأسر من عدة أفراد يعيشون في نفس المنزل ونسبة 8.5% كانت تتألف من شخص يعيش بمفرده يبلغ من العمر 65 عاماً أو أكثر. وبلغ متوسط حجم الأسرة المعيشية 2.50، أما متوسط حجم العائلات فبلغ 3.05.
بلغ العمر الوسطي للسكان 34.3 عاماً. وكانت نسبة 25% من القاطنين تحت سن الثامنة عشر، وكانت نسبة 10.7% بين الثامنة عشر والرابعة والعشرين عاماً، ونسبة 27.9% كانت واقعةً في الفئة العمرية ما بين الخامسة والعشرين والرابعة والأربعين عاماً، ونسبة 24.9% كانت ما بين الخامسة والأربعين والرابعة والستين، ونسبة 11.6% كانت ضمن فئة الخامسة والستين عاماً فما فوق. وتوزع التركيب الجنسي للسكان بنسبة 49% ذكور و51% إناث.

## أعلام
- بريتني ريز
- إدوين كورلي
- بريتو فافر
- لويس ويليام والت
- محمود عبد الرؤوف
- جاك هاليداي
- بلايند روزفلت غريفز
- هنتر كيمبل
- إسرائيل بروسارد
- جيلي رول مورتون